# Козицький Григорій Васильович
Григорій Васильович Козицький (нар. 1724, Київ — пом. 26 грудня 1775, Москва, Російська імперія) — письменник, перекладач, державний діяч Російської імперії.

## Життєпис
Григорій Васильович Козицький народився 1724 року в українському місті Києві у родині священика Василя Козицького. Спочатку освіту здобував у Києво-Могилянській академії під орудою Гедеона Слонімського. Вивчив грецьку, французьку, німецьку мови, латину. У 1747 році виїхав на навчання до Німеччини. Тут до 1749 року студіював у гімназії Святої Єлизавети у Бреслау. Після цього Козицького було зараховано до Лейпцизького університету. Втім скінчилися гроші. За браком грошей Григорій Козицький вимушений був пристати на пропозицію Петербурзької академії наук, яка в обмін на щорічну стипендію у 100 карбованців запропонувала довічну службу. Окрім того, академія зобов'язала Козицького вивчити російську мову.
У 1756 році Козицький завершує навчатися у Лейпцигу й переїздить до Санкт-Петербургу. Тут він викладав у Академічній гімназії граматику, риторику, філософію. У 1769 році стає ад'юнктом Петербурзької Академії наук, а у 1767 році її почесним членом.
У 1762 році запрошується до імператорського двору, призначається секретар канцелярії опікунства іноземних колоністів. У 1765 році стає статс-секретарем Катерини II. У 1767 році був у пошті імператриці, яка здійснювала подорож рікою Волгою.
Водночас у 1762—1769 роках брав участь у підготовці Настанов для Комісії з укладання та виправлення законів («Укладальна комісія»). Водночас очолив «Збори щодо перекладу іноземних книг». Робив багато перекладів з української мови на російську. При цьому сприяв поширенню думок французького просвітництва в Україні.
Займався також журналістикою, готуючи статті для журналів «Щомісячні читання», «Працьовита бджола», «Усіляка всячина».
Згортання роботи імператорських комісій, діяльність яких була спрямована на впровадження реформ, розчарування у діяльності імператриці Катерини II змусили Григорія Козицького поступово відходити від справ, більше уваги приділяючи родині. При цьому більше уваги приділяє перекладам, зокрема здійснює переклад «Метаморфоз» Овідія. Зрештою у 1774 році він подав у відставку. Переїздить до Москви. Втім, гнітючий настрій не залишив Козицького, й 26 грудня 1775 році він наклав на себе руки.

## Сім'я
Дружина — Катерина (1746—1833), донька Івана М'ясникова, симбірського купця. 
Діти:
- Олександра (1772—1850), дружина графа Івана Лаваля;
- Ганна (1773—1846), дружина князя Олександра Білосельського-Білозерського.